# Cocquio-Trevisago
Cocquio-Trevisago – miejscowość i gmina we Włoszech, w regionie Lombardia, w prowincji Varese.
Według danych na rok 2004 gminę zamieszkiwało 4598 osób, 510,9 os./km².